# François Maas
François Dominique „Pitt“ Maas (* 7. Oktober 1925 in Luxemburg; † 14. April 2017) war ein luxemburgischer Fußballtorwart.
Der Heimatverein von Maas war CS Fola Esch.
Am 22. Mai 1949 stand er beim Freundschaftsspiel der luxemburgischen Fußballnationalmannschaft gegen die französische B-Nationalmannschaft (1:4) im Tor. Es blieb sein einziges Länderspiel.